# Diélectrophorèse
La diélectrophorèse est un phénomène physique, qui peut être considéré comme une composante de deuxième ordre de l'électrophorèse. L'électrophorèse est la force créée sur une particule chargée par un champ électrique. Dans le cas de la diélectrophorèse, la particule est neutre (globalement non chargée), mais polarisable : un moment dipolaire y apparait lorsqu'elle est soumise à un champ. Si un champ constant ne crée aucune résultante (seulement un moment) sur une particule globalement neutre mais polarisée, le gradient d'un champ spatialement variable crée lui une résultante : la force diélectrophorétique.

## Origine physique de la force diélectrophorétique

### Force exercée sur un dipôle

illustration d'un dipôle élémentaire plongé dans un champ électrique non constant

La manifestation la plus simple de la force diélectrophorétique s'applique à un Dipôle électrostatique élémentaire, plongé dans un champ électrique spatialement variable, comme illustré ci-contre. 
On considère une particule possédant deux charges opposées, {\displaystyle q} et {\displaystyle -q}, dont le centre est au point {\displaystyle M}. Le vecteur {\displaystyle {\vec {a}}} mène de la charge négative vers la charge positive, le moment dipolaire vaut donc {\displaystyle {\vec {m}}=q{\vec {a}}}.
Chaque charge subit une force de Coulomb proportionnelle au champ électrique qu'elle subit, on a donc sur la charge positive : 
{\displaystyle {\vec {F}}_{+}=q{\vec {E}}({\vec {OM}}+{\frac {\vec {a}}{2}})}
Et sur la charge négative : 
{\displaystyle {\vec {F}}_{-}=-q{\vec {E}}({\vec {OM}}-{\frac {\vec {a}}{2}})}
Si le champ était constant, les deux forces seraient exactement opposées et la résultante serait nulle, mais avec la variation du champ, on a au premier ordre une résultante issue de sa dérivée :  
{\displaystyle {\vec {R}}={\vec {F}}_{+}+{\vec {F}}_{-}\approx q({\vec {a}}\cdot \nabla {\vec {E}})=({\vec {m}}\cdot \nabla ){\vec {E}}}
Les deux forces n'étant pas exercées au même point, un moment est aussi créé, c'est la cause de l'électrorotation, phénomène étroitement associé à la diélectrophorèse.

### Différence de permittivité

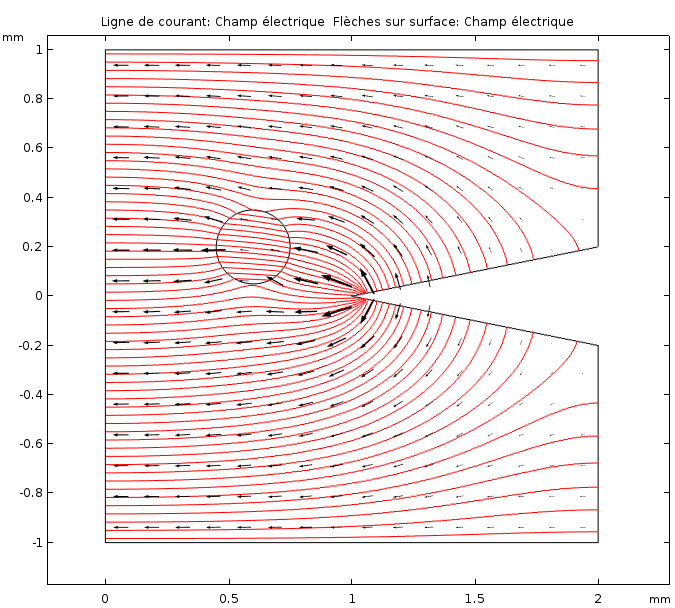
champ électrostatique variable, au voisinage d'une pointe, déformé par la présence d'un objet de permittivité supérieure à celle du milieu

On illustre ci-contre la présence d'une particule sphérique de permittivité relative {\displaystyle \varepsilon _{r}=3} dans un milieu de permittivité relative {\displaystyle \varepsilon _{r}=1} (vide) dans un champ fortement variable (au voisinage d'une pointe). La différence de permittivité correspond à une différence de polarisabilité, sous l'influence du champ ambiant, l'objet présente une densité de dipôle. Rappelons que la permittivité relative se compare toujours à la permittivité du vide {\displaystyle \varepsilon _{0}=8,85418782\times 10^{-12}m^{-3}kg^{-1}s^{4}A^{2}} ; ainsi, la permittivité d'un milieu est la multiplication de sa permittivité relative avec la permittivité du vide, soit {\displaystyle \varepsilon _{m}=\varepsilon _{rm}\varepsilon _{0}}. 
De façon générale, considérons une sphère de rayon {\displaystyle r} et de permittivité relative complexe {\displaystyle \varepsilon _{rp}^{*}} dans un milieu de permittivité relative complexe {\displaystyle \varepsilon _{rm}^{*}}, plongé dans un champ électrique alternatif {\displaystyle {\vec {E}}}. La permittivité relative complexe se définit comme {\displaystyle \varepsilon _{rp}^{*}=\varepsilon _{rp}-{\frac {j\sigma }{\omega }}}, où {\displaystyle \sigma } est la conductivité électrique. 
Le dipôle induit vaut (selon la Formule de Clausius-Mossotti): 
{\displaystyle {\vec {p}}=4\pi \varepsilon _{m}r^{3}{\frac {\varepsilon _{rp}^{*}-\varepsilon _{rm}^{*}}{\varepsilon _{rp}^{*}+2\varepsilon _{rm}^{*}}}{\vec {E}}}
On peut alors, comme dans le cas du simple dipôle, écrire la résultante et le moment moyennés en temps créés par le champ électrique sur le dipôle :
{\displaystyle \langle {\vec {F}}\rangle =(\Re ({\vec {p}})\cdot \nabla ){\vec {E}}}
{\displaystyle \langle {\vec {T}}\rangle =\Re ({\vec {p}})\times {\vec {E}}}
Qui causent respectivement les phénomènes de diélectrophorèse et d'électrorotation.
En remplaçant {\displaystyle {\vec {p}}} par son expression, et en notant que, en électrostatique on a {\displaystyle ({\vec {E}}\cdot \nabla ){\vec {E}}={\frac {1}{2}}\nabla (|{\vec {E}}|^{2})} (propriété qui découle de {\displaystyle {\vec {\nabla }}\wedge {\vec {\mathrm {E} }}={\vec {0}}}), on obtient l'expression de la force diélectrophorétique : 
{\displaystyle \langle {\vec {F}}\rangle =2\pi r^{3}\varepsilon _{m}\Re \left\{{\frac {\varepsilon _{rp}^{*}-\varepsilon _{rm}^{*}}{\varepsilon _{rp}^{*}+2\varepsilon _{rm}^{*}}}\right\}\nabla \left|{\vec {E}}_{rms}\right|^{2}}

### Interprétation
Dans le cas illustré, {\displaystyle \varepsilon _{p}^{*}>\varepsilon _{m}^{*}}, donc la quantité entre accolades est positive, et la particule sera attirée vers les zones où {\displaystyle {\vec {E}}} est plus élevé, donc vers la pointe. On parle de diélectrophorèse positive. Inversement, une particule de permittivité inférieure à celle du milieu ambiant sera repoussée vers les zones où le champ électrique est d'amplitude moindre, c'est la diélectrophorèse négative.
L'équation donnée ci-dessus s'applique à une sphère, des équations plus complexes s'appliquent au cas d'un ellipsoïde. Il existe également des solutions analytiques pour une sphère entourée d'une paroi de permittivité différente, bonne approximation d'une cellule entourée de sa membrane.
La force étant en {\displaystyle E^{2}}, elle ne change pas de signe quand {\displaystyle {\vec {E}}} change de sens, ce qui veut dire que le phénomène fonctionne en courant alternatif aussi bien qu'en statique. Les équations ci-dessus ont été développées pour le cas d'un champ alternatif. Travailler en alternatif permet de s'affranchir d'effets parasites, notamment l'électrolyse et l'électrophorèse (si la particule n'est pas parfaitement neutre).

## Applications
La diélectrophorèse permet de séparer des objets microscopiques en fonction de leur permittivité. Elle trouve notamment des applications en biologie, pour trier des cellules, bactéries ou virus. On utilise presque toujours un champ alternatif (La fréquence utilisée peut aller jusqu'à 50 MHz). Pour créer le gradient de {\displaystyle |{\vec {E}}|}, les dispositifs utilisent soit une pointe face à une électrode plane, soit des électrodes coplanaires.
Les dispositifs utilisés sont en général des microsystèmes. Le principe est de faire circuler le milieu de culture dans une série de canaux. À l'endroit ou les canaux se divisent, des électrodes (souvent sous forme de pointes pour maximiser le gradient) créent le champ électrique. Ainsi, on peut distribuer sur les différentes sorties des cellules de différentes natures, ou des cellules mortes et vivantes. On met notamment à profit le fait que chaque type de cellule possède une certaine réponse en fréquence (due à la variation de {\displaystyle \epsilon _{r}^{*}}).
En dehors du domaine biologique, on peut aussi signaler l'utilisation de ce phénomène pour l'auto-assemblage. Par exemple, des capteurs de gaz construits par auto-assemblage de nanofils grâce à la diélectrophorèse ont été présentés.